# Omneky
Omneky es una empresa estadounidense de inteligencia artificial (IA) fundada en mayo de 2018 y con sede en San Francisco, California. Utiliza aprendizaje automático para generar y probar distintos creativos publicitarios, analizar datos de rendimiento y lanzar y optimizar campañas publicitarias omnicanal.

## Historia
Omneky fue fundada por Hikari Senju en San Francisco en 2018. Tras el lanzamiento de GPT-3, los grandes modelos de lenguaje permitieron a Omneky generar anuncios a escala, ayudando a la compañía a satisfacer la creciente demanda de contenido publicitario digital. En septiembre de 2021, Omneky recaudó 2,5 millones de dólares en una ronda semilla.
En marzo de 2022, la compañía ganó los Artificial Intelligence Excellence Awards 2022. En julio de 2022, Omneky incorporó a John Donovan, ex CEO de AT&T Communications, entre sus inversores. En agosto, Omneky añadió LinkedIn, Reddit, Snapchat y televisión conectada (a través de una alianza con tvScientific) a sus capacidades de publicidad digital. En octubre de 2022, la compañía fue finalista en TechCrunch Disrupt, convirtiéndose en la primera empresa de IA generativa en presentarse como finalista. En noviembre, Omneky aseguró 10 millones de dólares en financiación semilla liderada por inversores de IA como SoftBank y AIX Ventures.
En febrero de 2023, Omneky fue reconocida como una empresa "Future 5" en San Francisco para el primer trimestre de 2023 por Built In SF.
En marzo de 2023, Omneky lanzó Product Generation Pro, que genera fotos de productos hiperrealistas sin necesidad de sesiones fotográficas o de video. El 7 de junio, Omneky lanzó su Advertising LLM (Modelo de Lenguaje a Gran Escala) para generar rápidamente contenido personalizado y escalable. El 18 de julio, Omneky lanzó su herramienta Creative Generation Pro, que permite crear miles de variaciones de contenido personalizadas a escala. En noviembre, Business Insider incluyó a Omneky en una lista de startups de IA generativa a seguir por su potencial de disrupción en la publicidad.
En enero de 2024, Omneky Inc. obtuvo la certificación de cumplimiento SOC 2 Tipo II según las normas del American Institute of Certified Public Accountants (AICPA) para SOC for Service Organizations (SSAE No. 18). En octubre, Omneky anunció el lanzamiento de Advertising Agents, que utiliza IA para automatizar la generación, el lanzamiento y la optimización de campañas. En noviembre de 2024, Omneky lanzó Creative Generation Pro Self Serve, una plataforma autoservicio para crear, analizar y publicar anuncios en Meta. Ese mismo mes, Omneky fue reconocida por Gartner como una empresa innovadora líder en soluciones creativas impulsadas por IA.
En enero de 2025, Omneky anunció la disponibilidad de su plataforma en AWS Marketplace. En marzo de 2025, Omneky lanzó Smart Ads, un producto que genera anuncios coherentes con la marca y campañas omnicanal de forma autónoma. En abril de 2025, Omneky presentó Campaign Launcher, una herramienta impulsada por IA que permite a los profesionales de marketing publicar y desplegar instantáneamente campañas publicitarias omnicanal personalizadas en plataformas como Meta, Google y TikTok desde el panel de Omneky.